# Dunnevezelneuropathie
Dunnevezelneuropathie (DVN) is een perifere neuropathie. Het is een subtype van de polyneuropathieën. DVN uit zich in sensibele klachten zoals neuropathische pijn, paresthesieën, en klachten van het autonome zenuwstelsel.  
Bij deze neuromusculaire aandoening zijn de dungemyeliniseerde Aδ-vezels en ongemyeliniseerde C-vezels aangedaan. Deze zenuwvezels zijn verantwoordelijk voor het gevoel van pijn en temperatuur en maken deel uit van het perifere autonome zenuwstelsel. Patiënten met DVN ervaren vaak zeer heftige pijn en gevoelsstoornissen in met name handen, benen en voeten, maar de klachten kunnen ook meer vlekkerig verdeeld zijn. Daarnaast verbinden de dunne zenuwvezels de hersenen en verschillende organen met elkaar. Hierdoor zijn ze ook verantwoordelijk voor de autonome functies: lichaamsfuncties die plaatsvinden buiten het bewustzijn om zoals de regeling van de bloeddruk, de werking van maag en darmen en het zweten.
DVN is een zeldzame aandoening, de minimumprevalentie wordt geschat op 53 patiënten per 100.000 inwoners. 
De kwaliteit van leven bij DVN-patiënten wordt sterk beïnvloed door DVN, meer nog dan bij andere chronische aandoeningen zoals een doorgemaakt myocardinfarct of angina pectoris met hypertensie.

## Symptomen
De klachten bij DVN kunnen worden onderverdeeld in sensibele en autonome klachten.

### Sensibele klachten
Een heel typische klacht bij DVN is pijn. Patiënten ervaren vaak spontaan pijn, zonder dat er een pijnprikkel aan vooraf is gegaan. Vaak spreekt men van een zeurende, scherpe, brandende, diepe pijn. De pijn komt zowel overdag als 's nachts voor. Ook schietende pijn komt voor. Soms wordt de pijn omschreven als een ijspriem die in de botten prikt, als een elektrische schok, of als lopen op glasscherven of lopen op prikkeldraad. Tevens kan normale aanraking van de huid pijnlijk zijn (allodynie). Hierdoor verdragen sommige patiënten geen schoenen aan de voeten of lakens op de huid. In het algemeen is de gevoelswaarneming verstoord, waardoor prikkels of gebeurtenissen worden ervaren die er niet zijn, zoals een steek van een insect, een snee in de huid, een blauwe plek of het gevoel dat er een injectie wordt gegeven. DVN kan ook leiden tot verminderde temperatuur- en pijnzin: Het voelen van pijnprikkels kan juist verminderd zijn. De verminderde pijnzin kan leiden tot (on)opgemerkte wondjes en soms tot ulceraties. Patiënten voelen vaak minder goed het verschil tussen warmte en kou, bijvoorbeeld tijdens het douchen. Een gevaar hiervan is het ontstaan van (kleine) brandwonden.
Meer specifieke klachten zijn:
| - Hyperalgesie - Een verdoofd of tintelend gevoel in de handen of voeten - Rustelozebenensyndroom - Mobiliteitsproblemen - Jeuk - Erythermalgie (pijnlijke verkleuring van handen of voeten) - Vermoeidheid |

### Autonome klachten
DVN leidt meestal tot disfunctie van het autonome zenuwstelsel wat zich uit in de volgende klachten:
| - Sicca-klachten - Accommodatiestoornissen - Fotofobie - Hyper- of hypohidrose - Mictiestoornissen - Impotentie, gestoorde lubricatie of ejaculatie - Opvliegers | - Gastroparese - Diarree of obstipatie - Orthostatische klachten - Palpitaties - Vertigo - Problemen met de motoriek |

## Diagnose
De diagnose dunnevezelneuropathie kan door een neuroloog gesteld worden op basis van het klinisch beeld (de klachten), gecombineerd met een niet-afwijkend EMG (Elektromyografie) en een afwijkend huidbiopt. In het huidbiopt wordt dan een verminderd aantal dunne zenuwvezels aangetroffen. Soms wordt ook een temperatuurdrempelonderzoek of een autonoom functieonderzoek gedaan.

## Beloop
De sensibele klachten beginnen vaak distaal in de voeten en handen en breiden geleidelijk uit naar proximaal. Meestal is er sprake van een symmetrische neuropathie, maar een meer vlekkerig patroon kan ook voorkomen. Het exacte beloop is nog niet geheel duidelijk. Bij ongeveer de helft van de patiënten blijven de klachten stabiel. Bij een derde van de patiënten nemen de klachten toe en bij een klein deel van de patiënten nemen de klachten spontaan af. Progressie naar gemengde polyneuropathie komt ook voor.

## Oorzaak
Bij het merendeel van de patiënten wordt geen oorzaak gevonden voor DVN. Bij ongeveer 15% van de patiënten is er sprake van een erfelijke verandering in het DNA dat verantwoordelijk is voor bepaalde natriumkanalen. Er zijn ook verschillende aandoeningen geassocieerd met DVN. DVN kan veroorzaakt worden door of voorkomen bij:
| - Amyloïdose - Sarcoïdose (paraneurosarcoïdose ) - Syndroom van Guillain-Barré - Lymeneuroborreliose - Diabetes mellitus - Ziekte van Fabry - Ziekte van Tangier - Ataxie van Friedreich - Ross-syndroom - Hemochromatose - Erytromelalgie | - Hepatitis C - Hypothyreoïdie - Hyperlipidemie - Dyslipidemia - Natriumkanalopathie-gerelateerde DVN - Nav1.7 mutaties - Nav1.8 mutaties - Nav1.9 mutaties - Chemotherapie (Bortezomib) - Humaan immunodeficiëntievirus (hiv) - Gebruik van hiv-remmers | - Gebruik van antiretrovirale medicatie - Gebruik van Metronidazol - Gebruik van Flecaïnide - Gebruik van Nitrofurantoïne - Coeliakie - Vitamine B12-tekort - Hypervitaminose B6 - Syndroom van Sjögren - Reumatoïde artritis - Vasculitis | - Paraneoplastisch syndroom - Systemische lupus erythematodes - Monoklonale gammopathie - Cerebrotendineuze xanthomatose - Hereditaire sensorische autonome neuropathie - Inflammatoire darmziekten - Alcoholmisbruik - Nierfalen |

## Behandeling
Er is nog geen curatieve behandeling voor DVN. Het beleid richt zich op de behandeling van mogelijke onderliggende oorzaken en op symptoombestrijding. Dit omvat naast pijnbestrijding, ook vermindering van autonome klachten en verbetering van psychosociaal welbevinden. Voor mogelijke pijnbestrijding staat een aantal opties ter beschikking:
- Antidepressiva: SNRI’s zoals Duloxetine of Venlafaxine, tricyclische antidepressiva (TCA’s) zoals Amitriptyline of Nortriptyline
- Anti-epileptica: Pregabaline en Gabapentine
- Combinatie van lage dosis tricyclisch antidepressivum met anti-epileptica
- Zwak werkend opiaat: onder andere Tramadol
- Sterk werkend opiaat: onder andere Oxycodon, Methadon, Buprenorfinepleister en Fentanylpleister
- Bij lokale pijn: Capsaïcine- en Lidocaïnecrème,TENS-behandeling (transcutane elektrische zenuwstimulatie)

Men onderzoekt of intraveneuze toediening van immunoglobulinen of ARA290 (Cibinetide), een erytropoëtinederivaat met TNF-α-antagonerende en weefselbeschermende eigenschappen, effectief is bij de behandeling van DVN en Paraneurosarcoïdose.